# روزنه‌ماهی ریبین
روزنه‌ماهی ریبین (نام علمی: Diplophos rebainsi) نام یک گونه از سرده دوفروغ‌ها است.